# Ravenoville
Ravenoville ist eine Ortschaft und eine Commune déléguée in der französischen Gemeinde Sainte-Mère-Église mit 229 Einwohnern (Stand: 1. Januar 2022) im Département Manche in der Region Normandie. Das Dorf liegt auf der Halbinsel Cotentin und ist landwirtschaftlich geprägt. Ravenoville wird tangiert von der Departementsstraße D14 und der D15.

## Geschichte
Zum 1. Januar 2019 wurde Ravenoville mit Carquebut in die Commune nouvelle Sainte-Mère-Église eingegliedert. Seitdem ist Ravenoville eine Commune déléguée.

## Weblinks

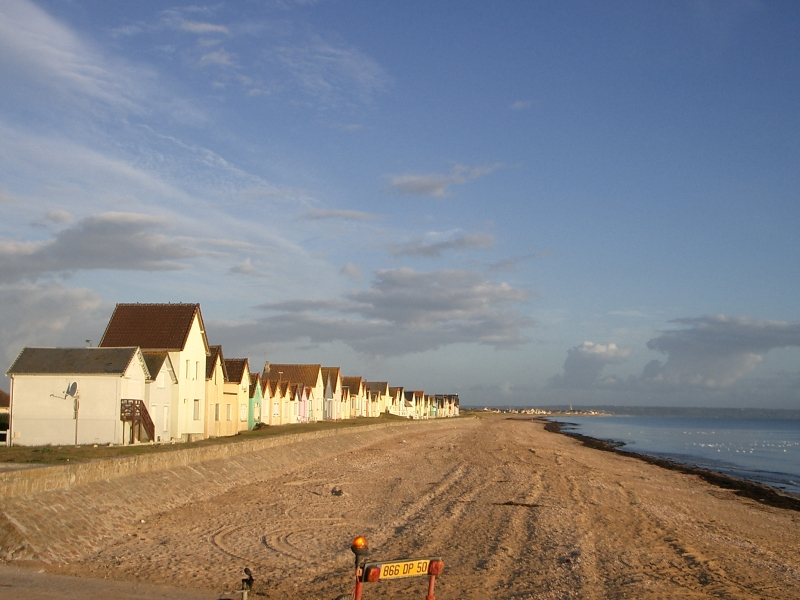
Strand von Ravenoville

## Bevölkerungsentwicklung
| Jahr      | 1793 | 1901 | 1962 | 1968 | 1975 | 1982 | 1990 | 1999 | 2009 |
| Einwohner | 501  | 510  | 428  | 405  | 392  | 330  | 251  | 252  | 261  |